# Second Function

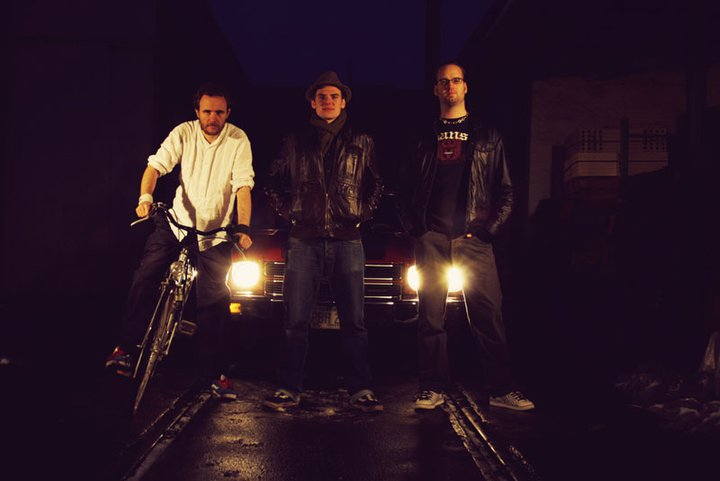
Second Function

Second Function ist eine Schweizer Rockband aus Zürich.

## Geschichte
Die beiden Zürcher Flo Bühler (Gesang, Gitarre) und Sascha Wydler (Bass) gründeten bereits als Schüler ihre erste Band. 2004 kam Lukas Jundt aus Basel als neuer Schlagzeuger dazu. Es folgten erste Einzelproduktionen unter anderem mit V.O. Pulver (Gurd) und zahlreiche Auftritte in der ganzen Schweiz. Ihre Bühnenerfahrungen sammelten sie neben eigenen Konzerten als Vorgruppe von Die Happy, Jethro Tull sowie Life of Agony.
2008 erschien das Debütalbum Time Stops Running, produziert mit Lunik-Mastermind Luk Zimmermann. Veröffentlicht wurde das Album auf Leech Redda und vertrieben über Phonag Records in der Schweiz. Im Frühling 2009 tourte die Band dann mit dem Album als Headliner zwei Wochen durch Japan und spielten zehn Konzerte in 13 Tagen. Danach folgten zahlreiche Club- und Festivalauftritte in der Schweiz, Österreich und Deutschland, ein Konzert in Reading (England) sowie im Vorprogramm von Biffy Clyro, New Found Glory, Carpark North und Ash und eine Deutschland-Tour mit Twin Atlantic. Insgesamt sind Second Function bislang über 250 mal aufgetreten.
Im Frühjahr 2010 nahm die Band eine kurze Live-Auszeit, um an neuen Liedern zu schreiben. Im November 2010 reisten Second Function nach England, um ihr nächstes Album mit John Mitchell (You Me at Six, Enter Shikari, The Blackout, Funeral for a Friend, Arena, Kino, Kids in Glass Houses) einzuspielen. Gemastert wurde das Album im renommierten New Yorker The Lodge Mastering Studio von Sara Register (Foo Fighters, Lou Reed, Garbage, Patti LaBelle). Dry, Crisp & Bittersweet wurde am 28. Oktober 2011 bei Leech Records veröffentlicht und über Phonag Records in der Schweiz vertrieben, später in Deutschland, Österreich und England über Cargo Records.

## Diskografie
- 2006: A Shape of Things to Come (EP)
- 2008: Time Stops Running (Album)
- 2011: Dry, Crisp & Bittersweet (Album)
- 2015: Feed Yourself (EP)